# Ула Юнссон
Ула Юнссон (швед. Ola Jonsson; нар. 3 листопада 1966) — колишній шведський тенісист.
Найвищу одиночну позицію світового рейтингу — 341 місце досяг 11 лютого 1991, парну — 90 місце — 4 листопада 1991 року.
Здобув 2 парні титули.
Найвищим досягненням на турнірах Великого шолома було 2 коло в парному розряді.

## Фінали за кар'єру

### Парний розряд (2–2)
| Результат | W/L | Дата     | Турнір            | Покриття | Партнер          | Суперники                        | Рахунок       |
| --------- | --- | -------- | ----------------- | -------- | ---------------- | -------------------------------- | ------------- |
| Поразка   | 0–1 | Сер 1990 | Санремо, Італія   | Ґрунт    | Фредрік Нільссон | Міхня Йон-Нестасе Горан Прпич    | 6–3, 6–7, 3–6 |
| Перемога  | 1–1 | 1991     | Флоренція, Італія | Ґрунт    | Магнус Ларссон   | Хуан Карлос Багена Карлос Коста  | 3–6, 6–1, 6–1 |
| Поразка   | 1–2 | 1991     | Женева, Швейцарія | Ґрунт    | Пер Генрікссон   | Серхі Бругера Марк Россе         | 6–3, 3–6, 2–6 |
| Перемога  | 2–2 | 1992     | Палермо, Італія   | Ґрунт    | Юган Донар       | Орасіо де ла Пенья Войтех Флегль | 5–7, 6–3, 6–4 |